# Содерини, Пьеро
Пье́ро ди Томмазо Содерини (18 мая 1452 — 13 июня 1522) — флорентийский государственный деятель, пожизненный Гонфалоньер справедливости Флорентийской республики в период изгнания Медичи. Сын Томмазо Содерини, ближайшего сподвижника Лоренцо Великолепного.

## Политическая биография
После бегства из Флоренции Пьеро II де Медичи в 1494 году городской приорат отменил приговор, согласно которому семья Содерини была изгнана из города и пригласил её представителей вернуться.
Содерини вступил в должность гонфалоньер справедливости 1 ноября 1502 года, после административной реформы, впервые сделавшей этот пост пожизненным. Во внутренней политике он последовательно проводил курс на эффективное функционирование республиканских институтов, препятствуя росту политического влияния ведущих семей и партий и поощряя соперничество между ними. Во внешней политике правительство Содерини ориентировалось на Францию. Благодаря созданию во Флоренции боеспособной профессиональной армии Содерини удалось вернуть республике Пизу, отделившуюся в 1494 году.
Однако внешнеполитическая ставка Содерини на союз с французами оказалась для него проигрышной. К 1512 году Священная лига под руководством папы Юлия II добилась ухода французских войск из Италии. После этого папа обратил войска против итальянских союзников Франции. Флоренция была «пожалована» Юлием II своему верному стороннику кардиналу Джованни Медичи, командовавшему войсками в последнем сражении с французами.
Желая решить вопрос дипломатическим путём, Медичи предварительно предложил Содерини капитулировать. Содерини вынес этот вопрос на всеобщее обсуждение, на котором граждане Флоренции отклонили требование кардинала. Содерини стал готовиться к обороне города. Тем временем Медичи во главе подразделения испанской армии Кардоны без боя вступил в Прато, что в десяти милях (около 16 км) от Флоренции. Вышедшие из повиновения испанцы на протяжении двух дней громили город, грабя, насилуя и убивая мирное население (не щадя даже монахинь женского монастыря в Прато). За два дня якобы погибло около четырёх тысяч человек.
Вести из Прато повергли флорентийцев в ужас. Сторонники Медичи в городе открыто потребовали отставки Содерини. Поддавшись всеобщей панике, Содерини заявил кардиналу Медичи о своей отставке, испросив гарантии беспрепятственного выезда из города. Получив гарантии неприкосновенности, Содерини без промедления покинул Флоренцию, а затем и Италию, отправившись через Адриатическое море в порт Рагуза в Далмации. Это оказалось весьма мудрым шагом, ибо вскоре на его поимку были направлены папские агенты. 1 сентября 1512 года кардинал Джованни Медичи, второй сын Лоренцо Великолепного, вошёл в город своих предков, восстановив над Флоренцией власть своей семьи.
В 1513 году Джованни Медичи согласился на возвращение Пьеро Содерини в Италию в обмен на голос его брата кардинала Франческо Содерини на выборах папы римского. В результате этой сделки Джованни Медичи стал папой Львом Х, а Содерини вернулся на родину; правда, во Флоренцию он не поехал, а обосновался в Риме.
Содерини был известен как человек ответственный, но не слишком способный. Гвиччардини писал о нём, как о человеке, выпустившем из рук всю власть, скорее управляемом, чем управлявшем, нерешительном, отдавшемся на волю других, не сделавшим ничего ни для сохранения себя, ни для общего спасения.

## Историческая роль
Пьеро Содерини сумел разглядеть таланты по крайней мере двух великих деятелей эпохи Возрождения, которые под его покровительством начинали творить каждый в своей сфере — это Микеланжело Буонаротти и Никколо Макиавелли. Первый по заказу Содерини создал знаменитую статую Давида, второй — регулярную флорентийскую армию, что в истории Флоренции было сделано впервые.
В то же время Содерини, видимо, не особенно ценил талант Рафаэля, поселившегося во Флоренции в конце 1504 году. В 1508 году Рафаэль переехал в Рим.